# Vitaly Churkin
Vitaly Ivanovich Churkin (em russo:  Виталий Иванович Чуркин, Moscovo, Rússia, 21 de fevereiro de 1952 - Nova Iorque, 20 de fevereiro de 2017) foi um diplomata russo. Serviu como Representante Permanente da Rússia nas Nações Unidas desde 2006 até à data da sua morte. Além do russo, era fluente em mongol, francês e inglês. Na sua infância foi ator.
Foi embaixador no Canadá (1998–2003) e na Bélgica e embaixador de ligação com a NATO e a UEO (1994–1998), vice-ministro dos negócios estrangeiros e representante especial da Rússia nas conversações sobre a antiga Jugoslávia (1992–1994), diretor do departamento de informação do ministério dos negócios estrangeiros da URSS e depois da Federação Russa (1990–1992).
Morreu em 20 de fevereiro de 2017, a um dia de completar 65 anos. A causa da morte não foi revelada imediatamente, mas suspeita-se de complicações cardíacas.

## Ações como um Representante das Nações Unidas

### Geórgia
Em 2008, durante a guerra russo-georgiana, Churkin propôs um projeto de resolução que impunha o embargo de armas à Geórgia. Foi criticado pelos Estados Unidos que o consideraram: 
| “ | Um estratagema para desviar a atenção do facto de que Moscovo ainda tinha de sair do território georgiano fora de duas regiões separatistas. | ” |

Segundo Churkin, as verdadeiras razões eram que os Estados Unidos queriam: 
| “ | Modernizar os militares da Geórgia e apoiar as aspirações de Tbilissi de aderir à aliança militar da OTAN. | ” |

O projeto foi oficialmente apresentado em 9 de setembro de 2009. Não foram tomadas qualquer medidas relativamente a este projeto.
Em resposta ao conflito em curso entre a Geórgia e as suas repúblicas separatistas Abecásia e Ossétia do Sul, Churkin disse:
| “ | O Presidente da Geórgia Mikheil Saakashvili deve entrar para uma clínica psiquiátrica profissional próxima. | ” |

### Crimeia
A 13 de março de 2014, Churkin foi questionado por Arseni Yatsenyuk sobre se a Crimeia tinha o direito de realizar um referendo que determinaria o seu estatuto como parte da Rússia ou da Ucrânia.

Em 20 de março de 2014, a meio da guerra na Crimeia, respondeu. 
| “ | Estou surpreso com os ataques pessoais a que recorreu no seu programa a 20 de março. Conheço-o há muitos anos (incluindo através de uma série de entrevistas no ar) e costumava respeitá-lo profissionalmente. Por isso, surpreendeu-me que a minha impossibilidade de dar uma outra entrevista provocou tal discussão. | ” |